# Everett Lee
Everett Lee (Wheeling, 31 agosto 1916 – Malmö, 12 gennaio 2022) è stato un direttore d'orchestra e violinista statunitense.
Fu il primo afroamericano a dirigere un musical di Broadway, il primo a "dirigere un'orchestra sinfonica affermata sotto la linea Mason-Dixon", e il primo a dirigere un'esibizione da parte di un'importante compagnia lirica statunitense.

## Carriera
Nato a Wheeling, Virginia Occidentale, in una famiglia della classe media, Lee si trasferì con i suoi genitori a Cleveland, Ohio, nel 1927 come parte della Grande Migrazione. Mentre lavorava come cameriere di un hotel da adolescente, Lee incontrò il direttore d'orchestra Artur Rodziński, che divenne il suo mentore. Studiò violino al Cleveland Institute of Music, dove ricevette una borsa di studio Ranney. Nel 1943 a Lee fu chiesto di unirsi all'orchestra del musical di Broadway Carmen Jones, una rivisitazione contemporanea di colore dell'opera Carmen di Georges Bizet. Lee suonò il violino nella fossa dell'orchestra e l'oboe sul palco in una scena; era uno dei due soli musicisti afroamericani dell'orchestra. Quando il direttore d'orchestra di Carmen Jones, Joseph Lattau, si ammalò, Lee "ottenne la sua prima svolta come sostituto". Leonard Bernstein vide uno spettacolo di Carmen Jones con Lee che dirigeva l'orchestra e gli chiese di diventare il direttore permanente del suo musical On the Town. Quando Lee entrò nello show nel settembre del 1945, fu celebrato per essere stato il primo afroamericano a dirigere regolarmente un musical a Broadway.
Nel 1946 Lee vinse un premio della Koussevitzky Music Foundation per aver diretto a Tanglewood e suonò come primo violino nella New York City Symphony, diretta da Bernstein. Nel 1947 fondò un'orchestra interraziale, la Cosmopolitan Symphony Society, composta da "americani di origine cinese, russa, ebraica, negra, italiana e slava", oltre che da donne. Lavorò come direttore del dipartimento dell'opera della Columbia University nei primi anni '50 e viaggiò in Europa con una borsa di studio Fulbright. Nel 1953 fu direttore ospite dell'Orchestra di Louisville, diventando il primo afroamericano a dirigere un'orchestra sinfonica bianca nel Sud Americano. Nel 1955 diresse un'acclamata produzione della New York City Opera de La traviata, diventando "il primo nero a dirigere una grande opera negli Stati Uniti".
Lee fu accolto da un razzismo non dissimulato durante la sua carriera. Oscar Hammerstein II rifiutò di assumerlo per dirigere produzioni itineranti dei suoi spettacoli, spiegando che i teatri del sud si sarebbero rifiutati di prenotarli. L'impresario di concerti Arthur Judson disse a Lee: "Non credo nei direttori di musica sinfonica sinfonia negri". Pensando che avrebbe trovato migliori opportunità al di fuori degli Stati Uniti, Lee si trasferì in Germania con la sua famiglia nel 1954. Nel 1962 fu nominato direttore principale della Orchestra Sinfonica di Norrköping in Svezia, una posizione che mantenne per un decennio. Nel 1976 diresse per la prima volta la New York Philharmonic; il concerto era in onore del compleanno di Martin Luther King Jr. e comprendeva un'opera del compositore afroamericano David Baker. Nel 1979 diventò direttore musicale della Bogotá Philharmonic Orchestra in Colombia.

## Vita privata
Nel 1944 Lee sposò l'accompagnatrice ed insegnante di canto Sylvia Olden (1917-2004). La coppia ebbe due figli, Everett III ed Eve. Dopo aver divorziato, Lee passò a nuove nozze con una svedese di nome Christin nel 1979 ed ebbe da lei un altro figlio, Erik. Da allora visse a Malmö, in Svezia.